# Радиоволна (телесериал)
«Радиоволна́» (англ. Frequency) — американский телевизионный сериал, созданный Джереми Карвером, выходивший на The CW с 5 октября 2016 года по 25 января 2017 года. В центре сюжета находится детектив, которая понимает, что может разговаривать со своим покойным отцом через любительскую радиосвязь, благодаря чему может работать над нераскрытым делом об убийстве.
8 мая 2017 года сериал был официально закрыт после одного сезона.

## Производство
Сериал основан на одноимённом кинофильме 2000 года. Первоначально проект разрабатывался NBC для сезона 2015-16 годов, однако тогда сериал не увидел свет. В августе 2015 года было объявлено, что сценарий потенциального сериала переехал на The CW. В январе 2016 года канал официально заказал съемки пилота для сезона 2016-17 годов. Брэд Андерсон выступил режиссёром пилотного эпизода.
Главную роль детектива в проекте взяла на себя Пейтон Лист. В фильме 2000 года детективом был мужчина в исполнении Джеймса Кэвизела. Роль покойного отца получил Райли Смит. Роль друга главной героини взял на себя Мекай Файфер, тогда как Девин Келли, которая родилась в один год с Лист — играет её мать.
12 мая 2016 года канал утвердил пилот и дал зелёный свет на производство первого сезона.

## Актёры и персонажи
- Пейтон Лист в роли Рэйми Салливан
- Райли Смит в роли Фрэнка Салливана
- Мекай Файфер в роли Сетча Рейны
- Девин Келли в роли Джули Салливан
- Энтони Руйвивар в роли Стэна Морено
- Ленни Джейкобсон в роли Гордо
- Дэниэл Бонжур в роли Дэниэла Лоуренса

## Список эпизодов +Эпилог 3 минуты.
| № | Название                                              | Режиссёр           | Автор сценария                                   | Дата премьеры   | Зрители в США (млн) |
| --- | ----------------------------------------------------- | ------------------ | ------------------------------------------------ | --------------- | ------------------- |
| 1 | «Пилот» «Pilot»                                       | Брэд Андерсон      | Сюжет: Тоби Эммерик Телесценарий: Джереми Карвер | 5 октября 2016  | 1,35                |
| Реймс Салливан работает детективом в полиции Нью-Йорка и встречается с Дениелом Лоейлсом. Она делится с матерью радостной вестью: Дениел скоро сделает ей предложение. Единственное, что омрачает жизнь Реми — это приближающаяся дата: двадцать лет назад её отца Френка застрелили полицейские при взятии банды, где он работал под прикрытием. Разбирая старые вещи на чердаке, девушка натыкается на радиоприёмник, который вдруг начинает работать. Человек, сидящий на том конце провода оказывается Френком, только двадцать лет назад. Предупредив отца, Реми спасает его. Но настоящее резко меняется. Теперь у мисс Салливан нет ни отца (погиб в автокатастрофе два года назад), ни матери (убита серийным убийцей по кличке Соловей 20 лет назад), ни Дениела, с которым они теперь даже не знакомы. Реми помнит оба варианта событий, и хочет вернуть утраченное. |                                                       |                    |                                                  |                 |                     |
| 2 | «Сигнал и шум» «Signal and Noise»                     | Джон Т. Кречмер    | Джереми Карвер                                   | 12 октября 2016 | 1,08                |
| 3 | «Далёкая, но близкая проблема» «The Near Far Problem» | Нина Лопес-Коррадо | Нэнси Вон                                        | 19 октября 2016 | 1,04                |
| 4 | «Трансформация» «Bleed Over»                          | Майкл Филдс        | Майкл Алаймо                                     | 26 октября 2016 | 0,99                |
| 5 | «Семь Три» «Seven Three»                              | Оз Скотт           | Джон Дав                                         | 2 ноября 2016   | 0,91                |
| 6 | «Отклонение» «Deviation»                              | Джон Т. Кречмер    | Джаннин Реншоу                                   | 9 ноября 2016   | 1,05                |
| Отбывающий пожизненный срок Карл Пирс согласен дать наводку на Соловья, но говорить хочет только с детективом Реми Салливан. В ходе беседы он признаётся, что как квантовый физик создал прибор для связи с самим собой в будущем, и сам себя заставил убить соседа, чтобы предотвратить будущее преступление. Реми не знает, верить ли Пирсу, или он манипулирует ею, как пытался манипулировать другими следователями. |                                                       |                    |                                                  |                 |                     |
| 7 | «Прорыв, прорыв, прорыв» «Break, Break, Break»        | Тим Хантер         | Линда Патель                                     | 16 ноября 2016  | 0,97                |
| Френк спасает от нападения Соловья Аманду Болдуин, она уезжает в Индию. Однако, через двадцать лет Аманда возвращается в США, и её находят убитой с фотографией семьи Френка Салливана в руках. Реми понимает, что это убийство — послание лично ей. Она пытается уговорить Френка не задержать, а убить Соловья в 1996 году. |                                                       |                    |                                                  |                 |                     |
| 8 | «Помехи» «Interference»                               | Тара Николь Вейр   | Том Фаррелл                                      | 30 ноября 2016  | 0,97                |
| Найдено тело Ларисы Эббот, пропавшей ещё в начале 90-х. Реми считает, что это может быть первая жертва Соловья. Следы ведут в заброшенный летний лагерь «Прибежище». В своём времени у Френка возникают серьёзные семейные проблемы, которые он пытается разрешить. |                                                       |                    |                                                  |                 |                     |
| 9 | «Серая линия» «Gray Line»                             | Джон Шоуолтер      | Нэнси Вон                                        | 7 декабря 2016  | 0,85                |
| Каждый в своём времени, отец и дочь Салливан выходят на след подруги убитой Ларисы Эббот по имени Мэган. Постепенно выясняется личность Соловья и его настоящее имя. Френк, похоже, налаживает отношения с женой, а Реми, наоборот, запутывается в отношениях с Дениелем, который опять появился в её жизни. |                                                       |                    |                                                  |                 |                     |
| 10 | «Эффект Эдисона» «The Edison Effect»                  | Роб Шейденгланц    | Джон Дав                                         | 4 января 2017   | 1,67                |
| Реми уговорила отца убить Соловья в 1996 году, и он основательно к этому подготовился. Параллельно с этим Реми в своём времени выходит на Соловья и убивает его в 2016. В последних кадрах серии показано, что Френк, везущий Соловья в багажнике, попадает в аварию. |                                                       |                    |                                                  |                 |                     |
| 11 | «Негативная копия» «Negative Copy»                    | Джон Беринг        | Майкл Алаймо                                     | 11 января 2017  | 0,74                |
| Реми грозит разбирательство и суд за убийство Соловья. Защищать её берётся старый друг отца, адвокат Гордо Хаст-старший. Внезапно всё меняется: Соловей жив, Реми на свободе, а про адвоката никто в участке и не слышал. Реймс понимает, что что-то произошло во времени отца и реальность опять поменялась. Отец и дочь, постоянно поддерживая связь пытаются вновь прижать Соловья. В конце-концов, преступник сдаётся в 1996 году, посажен пожизненно в тюрьму, и мать Реми снова жива и живёт вместе с дочерью. |                                                       |                    |                                                  |                 |                     |
| 12 | «Гармоническая волна» «Harmonic»                      | Стивен Плещински   | Джаннин Реншоу                                   | 18 января 2017  | 0,73                |
| Жизнь Реми Салливан снова сделала крутой поворот: мать жива и работает онкологом, друг детства Гордо-младший стал, как и его отец, адвокатом, а Дениел готовится к их с Реми помолвке. Но девушка чувствует, что какие-то детали не сходятся, у неё стойкое ощущение, что Соловей, хоть и никого не убивал за эти двадцать лет, всё ещё на свободе. |                                                       |                    |                                                  |                 |                     |
| 13 | «Конец связи» «Signal Loss»                           | Томас Райт         | Джереми Карвер и Нэнси Вон                       | 25 января 2017  | 0,79                |
| Наконец-то Реми вычислила кто был настоящим Соловьём, и Френку удаётся засадить маньяка за решётку. Осталось последнее: уберечь отца от автокатастрофы, случившейся пять лет назад. На этот раз изменения истории не имеют негативных последствий. |                                                       |                    |                                                  |                 |                     |